# 鈴木誉
鈴木 誉（すずき ほま、2015年〈平成27年〉12月17日 - ）は、日本の子役、YouTuber。アットプロダクション所属。女性。兄は俳優・タレントの鈴木福（長兄）と子役の鈴木楽（次兄）。姉は女優・タレントの鈴木夢。特技は箏。

## 出演

### テレビドラマ
- 俺のスカート、どこ行った? 第3話（2019年5月4日、日本テレビ） - 光岡心菜 役
- アンサング・シンデレラ 病院薬剤師の処方箋 最終話（2020年9月24日、フジテレビ） - 米川誉 役
- 名古屋行き最終列車〜樽見鉄道に再び乗る編〜（2022年12月6日、メ〜テレ） - 山根マイ 役
- unknown 第1話（2023年4月18日、テレビ朝日）  - 兄妹の妹 役 ※兄・楽と共演
- Re:リベンジ-欲望の果てに- 第1話（2024年4月11日、フジテレビ） - 愛莉 役

### テレビ番組
- 天才!志村どうぶつ園 今話題の動物にみんなが会いに行くSP（2017年8月12日、日本テレビ） ※兄妹4人での出演
- 家事ヤロウ!!!（2022年6月21日 - 、テレビ朝日） - 不定期。コーナー「福ワザ」 ※兄妹4人での出演

### 吹き替え
- リロ&スティッチ（2025年）[3]

### CM
- 東京都「家庭内感染防止 福くんきょうだい編」（2020年9月）※兄妹4人での出演
- サントリー 伊右衛門 「茶論調査」（2021年2月） - Web CM ※兄妹4人での出演
- ecostore「＋safer for あなたが守りたい“たいせつ”はなんですか？」編（2022年4月28日） - WebCM ※兄妹4人での出演
- ふくいブランド米推進協議会「いちほまれ」「福ごはん、はじまる」篇（2022年10月 ）※兄・福と共演
- P&G「ファブリーズ布用 ファブリーズでこんなことも!スギちゃん家のカーペット篇」(2023年7月）※兄・楽と共演

### その他
- オメでたい頭でなにより「マル・マル・モリ・モリ！」MV ※兄・楽と共に出演[4]
- イベント「こどもホスピスドネーション」
- 新朗読劇「あかりちゃんのつうがくろ」

## YouTube
- すずき家の日常 〜 ゆたほちゃんねる 〜 - YouTubeチャンネル
  - 姉の鈴木夢、兄の楽と3人で開設、配信している。